# Liste der 999 Frauen des Heritage Floor/Margaret Sanger
Diese Liste beschreibt das Gedeck für  Margaret Sanger auf dem Tisch der Kunstinstallation The Dinner Party von Judy Chicago. Sie ist Teil der Liste der 999 Frauen des Heritage Floor, die den jeweiligen Gedecken auf dem Tisch zugeordnet sind. Die Namen der 999 Frauen befinden sich auf den Kacheln des Heritage Floor, der unterhalb des Tisches angeordnet, zur Kunstinstallation gehört.

## Beschreibung
Die Installation besteht aus einem dreiseitigen Tisch, an dem jeweils 13 historische oder mythologische Persönlichkeiten, somit insgesamt 39 Personen, von der Urgeschichte bis zur Frauenrechtsbewegung Platz finden. Diesen Personen wurde am Tisch jeweils ein Gedeck bestehend aus einem individuell gestalteten Tischläufer, einem individuell gestalteten Teller sowie einem Kelch, Messer, Gabel, Löffel und einer Serviette zugeordnet. Die erste Seite des Tisches widmet sich der Urgeschichte bis zur Römischen Kaiserzeit, die zweite der Christianisierung bis zur Reformation und die dritte von der Amerikanischen Revolution bis zur Frauenbewegung. Jedem Gedeck auf dem Tisch sind weitere Persönlichkeiten zugeordnet, die auf den Fliesen des Heritage Floor, der den Raum unter dem Tisch und die Mitte des Raumes zwischen den Seite des Tisches einnimmt, einen Eintrag erhalten haben. Diese Liste erfasst die Persönlichkeiten, die dem Gedeck von Margaret Sanger zugeordnet sind. Ihr Platz befindet sich an der dritten Tischseite.

### Hinweise
Zusätzlich zu den Namen wie sie in der deutschen Transkription oder im wissenschaftlichen Sprachgebrauch benutzt werden, wird in der Liste die Schreibweise aufgeführt, die von Judy Chicago auf den Kacheln gewählt wurde.
Die Angaben zu den Frauen, die noch keinen Artikel in der deutschsprachigen Wikipedia haben, sind durch die unter Bemerkungen angeführten Einzelnachweise referenziert. Sollten einzelne Angaben in der Tabelle nicht über die Hauptartikel referenziert sein, so sind an der entsprechenden Stelle zusätzliche Einzelnachweise angegeben. Bei Abweichungen zwischen belegten Angaben in Wikipedia-Artikeln und den Beschreibungen des Kunstwerks auf der Seite des Brooklyn Museums wird darauf zusätzlich unter Bemerkungen hingewiesen.

### Gedeck für Margaret Sanger

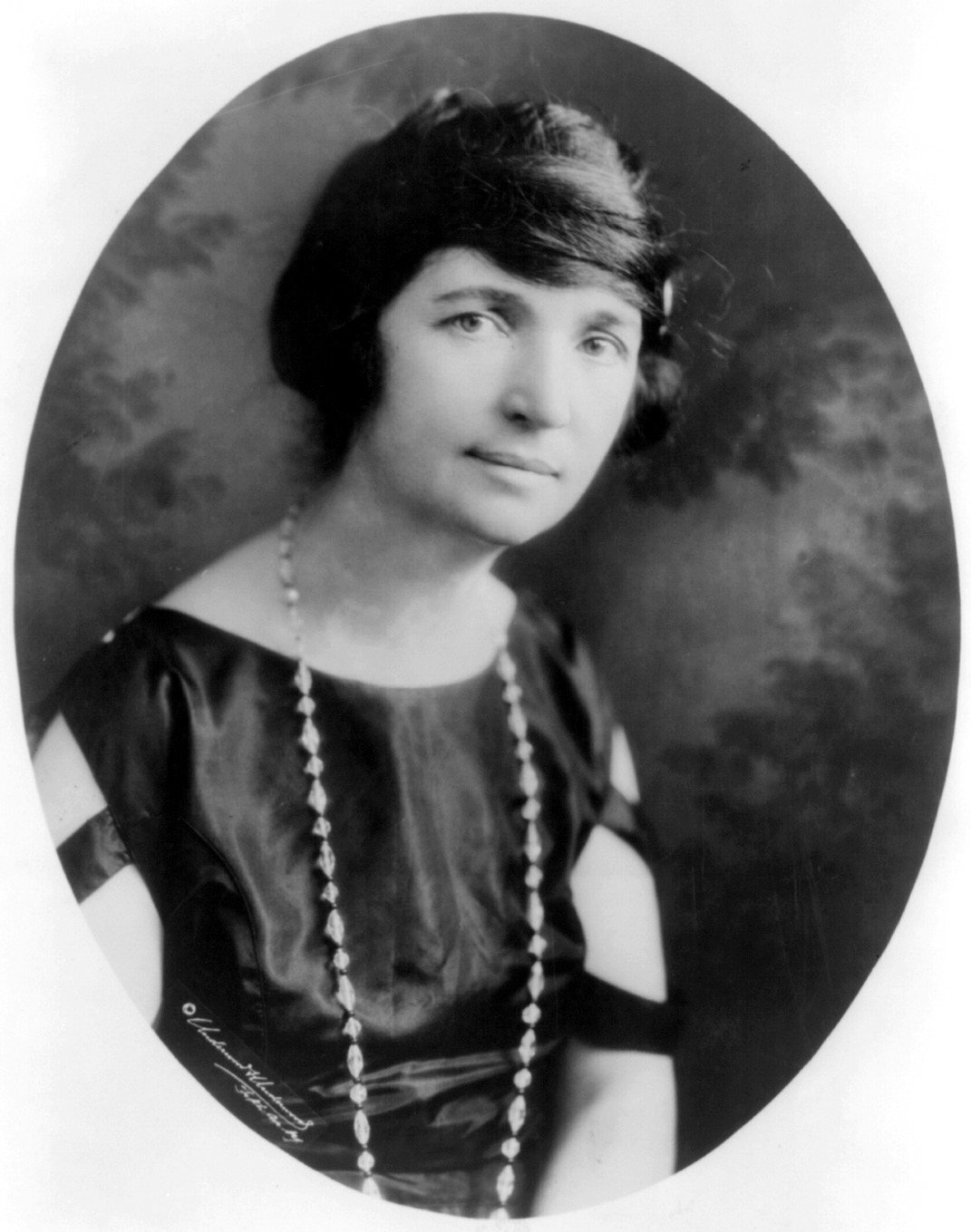
Margaret Sanger (1922)

Margaret Sanger wurde am 14. September 1879 in Corning, New York geboren. Sie arbeitete als Krankenschwester und war Frauenrechtlerin, die sich für Geburtenkontrolle und Zwangssterilisation einsetzte. Sie gehörte zu den Gründerinnen der American Birth Control League, aus der 1942 die Organisation Planned Parenthood (dt. Geplante Elternschaft) und später auch die deutsche Pro Familia hervorgingen.
Im Jahr 1902 heiratete sie den aus Berlin stammenden Architekten William Sanger, mit dem sie drei Kinder hatte. Aufgrund von Krankheit und der geplanten Familie brach sie ihre Ausbildung zur Krankenschwester im dritten Jahr kurz vor der Abschlussprüfung ab. Die Familie zog 1912 nach New York City. Dort arbeitete sie in den Slums von Manhattan und leistete bei Hausbesuchen Schwangerschafts- und Geburtshilfe. Ihr begegnete viel Elend, vor allem bei den Frauen und geprägt durch diese Eindrücke und die Erfahrungen ihrer Mutter, die 18 Schwangerschaften austrug und schließlich an Tuberkulose und Gebärmutterkrebs starb, schrieb sie eine Kolumne für die Zeitung New York Call, in der sie über die Verhütung unerwünschter Schwangerschaften informierte. Sie riskierte zusammen mit ihrem Mann William auch Haftstrafen, da sie zu dem Thema noch eine Broschüre an arme Frauen verteilte. Von ihrem Mann trennte sie sich 1913, um sexuell frei zu sein. Ab 1914 verschickte sie den monatlichen Rundbrief The Woman Rebel. In ihm kämpfte sie für Empfängnisverhütung und das Recht der Frau auf ihren Körper. Ein Haftbefehl wurde im August 1914 wegen der Veröffentlichung „unanständiger Inhalte“ erlassen. Sanger entzog sich dem Haftbefehl durch Flucht unter dem Pseudonym „Bertha Watson“ auf der RMS Virginian über Kanada nach Europa. In London nutzte sie ihren Aufenthalt zur Fortbildung und diskutierte mit anderen Sexualwissenschaftlern. Auch besuchte sie die Niederlande, die zu dieser Zeit die niedrigste Kindersterblichkeitsrate weltweit hatte.
Nachdem ihr Ex-Mann William Sanger im September 1915 30 Tage ins Gefängnis musste, da er Kopien einer ihrer Aufklärungsschriften verteilt hatte, kehrte sie, vorbereitet auf einen Prozess und Haftstrafe, in die Vereinigten Staaten zurück. Das Verfahren sollte im folgenden Januar starten, jedoch starb im November ihre Tochter im Alter von 5 Jahren und die öffentlichen Sympathiebekundungen aus dem ganzen Land und Druck durch prominente Unterstützer bewirkten, dass der Prozess abgesagt wurde. Als Begründung wurde angegeben, die Anklage wäre bereits zwei Jahre alt und sie hätte mit der Verteilung von illegalem Material aufgehört. Margaret Sanger startete zu vielen Reisen durch das Land, um Vorlesungen über Geburtenkontrolle zu halten. Sie erhielt bis 1926 über eine Million Briefe von Frauen mit der Bitte um Informationen zur Geburtenkontrolle. Im Jahr 1921 gehörte sie zu den Gründerinnen der American Birth Control League. 1922 reiste sie nach Japan, um dort gemeinsam mit Shizue Katō für Geburtenkontrolle zu werben. Im September des gleichen Jahres heiratete sie den verwitweten Ölmagnaten James Noah Henry Slee, der aus Südafrika in die Vereinigten Staaten eingewandert war. Die Ehe hielt bis zu seinem Tod im Jahr 1943.
Die erste legale Klinik für Geburtenkontrolle in den USA, das Clinical Research Bureau, eröffnete sie 1923. Als die erste Weltbevölkerungskonferenz in Genf im Jahr 1927 stattfinden sollte, arbeitete Sanger in der Organisation mit. Sie übernahm die Präsidentschaft des Birth Control International Information Center und wurde 1937 Vorsitzende des Birth Control Council of America. Zu der Zeit begann sie mit der Veröffentlichung von The Birth Control Review und The Birth Control News.
Im Herbst 1937 zog sie mit ihrem kranken Ehemann nach Tucson, Arizona. In Arizona lebte auch ihr Sohn Stuart, dem aufgrund seiner Atemwegserkrankung das trockene Wüstenklima besser bekam. Sie legte einige ihrer Ämter nieder. Nachdem ihr Mann verstorben war und auch viele ihrer Freunde inzwischen gestorben waren, zog sie in ein Haus in Catalina Foothills. Damit lebte sie in direkter Nachbarschaft zu Stuart, seiner Frau und seinen beiden Töchtern. Ende der 1940er Jahre nahm sie ihre Arbeit in der Öffentlichkeit erneut auf. In den 1950er Jahren war sie Präsidentin der International Planned Parenthood Federation. Sie propagierte in den frühen 1960er Jahren die aufkommende Antibabypille. Am 6. September 1966 starb sie in einem Pflegeheim in Tucson, Arizona. Auf ihrem Grabstein steht ein falsches Geburtsjahr. Sie hatte sich ihr Leben lang 4 Jahre jünger gemacht und wurde nicht 1883, sondern 1879 geboren.
Das Gedeck für Margaret Sanger auf dem Tisch der Dinner Party ist in kräftigen roten Farbtönen gestaltet. Sie sollen an das Blutvergießen von Frauen erinnern, die während der Geburt oder infolge illegaler und unsicherer Abtreibungen gestorben sind. Es steht auch für den Kampf der Aktivisten für die reproduktiven Rechte der Frau, für die diese Aktivisten Verhaftung und Gefängnis riskierten. Der Teller ist dreidimensional gestaltet und die abgebildeten Strukturen der Vulva sind blutrot und erhoben dargestellt. Damit soll aufgezeigt werden, wie Frauen in ihren Kämpfen, um den Grenzen der Weiblichkeit zu entkommen, aktiver wurden. Der Tischläufer wurde aus rosa Satin gefertigt und mit hellrosa, rot und lila Tönen bestickt, die den intensiven Farben des Tellers entsprechen. Der Tischläufer zeigt die Schmetterlingsform, das Symbol für die persönliche Freiheit der Frauen im Kampf um die reproduktive Wahl. Die Rückseite zeigt in medizinischen Zeichnungen das weibliche Fortpflanzungssystem. Sie spiegeln die Tiefe und Textur des Tellers wieder. Auf der Vorderseite des Läufers befindet sich der Initial-Buchstabe „M“, der eine gefesselte Mutter mit ihrem Baby zeigt. Die Gestaltung ist durch ein Zitat von Sanger inspiriert, die sagte, die reproduktive Freiheit würde Frauen von der „Mutterschaft in Ketten“ befreien.
| Name                                              | Schreibweise auf der Kachel | Geburtsdatum | kulturräumliche Zuordnung                  | Bemerkungen | Bild |
| ------------------------------------------------- | --------------------------- | ------------ | ------------------------------------------ | --- | ---- |
| Agustina de Aragón                                | Augustina Saragossa         | 1786         | Saragossa                                  | Unabhängigkeitskämpferin während der Napoleonischen Besatzungszeit. Sie focht zuerst als Zivilistin und wurde später in die Spanische Armee aufgenommen.                                                                              |      |
| Alexandra Michailowna Kollontai                   | Aleksandra Kollantay        | 1872         | Russisches Kaiserreich                     | Revolutionärin, Sexualpolitikerin, Diplomatin und Schriftstellerin. |      |
| Angelica Balabanova                               | Angelica Balabanoff         | 1878         | Russisches Kaiserreich                     | International tätige sozialistische Politikerin und Publizistin. |      |
| Beatrice Webb                                     | Beatrice Webb               | 1858         | Vereinigtes Königreich                     | Sozialistin und Sozialreformerin, Mitbegründerin der London School of Economics and Political Science, die Bücher über die Ursachen der Armut schrieb.                                                                                |      |
| Catharine Beecher                                 | Catherine Beecher           | 1800         | Vereinigte Staaten                         | Amerikanische Erzieherin. Für ihre unverblümten Ansichten über die Ausbildung von Frauen bekannt, ebenso wie für ihre vehemente Unterstützung der vielen Vorteile der Eingliederung des Kindergartens in die Erziehung von Kindern.   |      |
| Clara Zetkin                                      | Clara Zetkin                | 1857         | Weimarer Republik                          | Politikerin, Friedensaktivistin und Frauenrechtlerin. Während der Weimarer Republik war sie von 1920 bis 1933 Reichstagsabgeordnete für die KPD und 1932 Alterspräsidentin des Parlaments.                                            |      |
| Dolores Ibárruri                                  | Dolores Ibarruri            | 1895         | Baskenland                                 | Revolutionärin und Politikerin der Arbeiterbewegung. |      |
| Dorothea Lynde Dix                                | Dorothea Dix                | 1802         | Vereinigte Staaten                         | Wohltäterin. Sie stieß Reformen im Gesundheitswesen für psychisch Kranke an, zunächst in den USA, später in Europa. Während des Sezessionskrieges wurde ihr die Leitung über sämtliche Lazarettschwestern der Nordstaaten übertragen. |      |
| Eleanor Roosevelt                                 | Eleanor Roosevelt           | 1884         | Vereinigte Staaten                         | Menschenrechtsaktivistin und Diplomatin sowie die Ehefrau des US-Präsidenten Franklin D. Roosevelt. |      |
| Elizabeth Fry                                     | Elizabeth Fry               | 1780         | England                                    | Reformerin des Gefängniswesens sowie als „Engel der Gefängnisse“ bekannt. |      |
| Elizabeth Gurley Flynn                            | Elizabeth Gurley Flynn      | 1890         | Vereinigte Staaten                         | Aktivistin der Arbeiterbewegung und kommunistische Politikerin. |      |
| Ellen Swallow Richards                            | Ellen Richards              | 1842         | Vereinigte Staaten                         | Chemikerin und Ökologin. Sie war eine der Begründerinnen der „Umwelthygiene“, der Vorstufe der modernen wissenschaftlichen Ökologie.                                                                                                  |      |
| Emma Goldman                                      | Emma Goldman                | 1869         | Russisches Kaiserreich, Vereinigte Staaten | Anarchistin, Friedensaktivistin, Antimilitaristin, Atheistin und feministische Theoretikerin. |      |
| Emma Paterson                                     | Emma Paterson               | 1848         | Vereinigtes Königreich                     | Frauenrechtlerin. |      |
| Federica Montseny                                 | Federica Montseny           | 1905         | Zweite Spanische Republik                  | Anarchistin, Intellektuelle und Gesundheitsministerin während der sozialen Revolution, die in Spanien parallel zum Bürgerkrieg stattfand. Sie ist auch als Romancier und Essayistin bekannt.                                          |      |
| Frances Perkins                                   | Frances Perkins             | 1880         | Vereinigte Staaten                         | Politikerin, wurde von Franklin D. Roosevelt zur ersten Ministerin der Vereinigten Staaten ernannt. |      |
| Gabrielle Petit                                   | Gabrielle Petit             | 1893         | Belgien                                    | Im Ersten Weltkrieg spionierte sie für den britischen Geheimdienst. 1916 wurde sie von den Deutschen hingerichtet. Nach Kriegsende wurde sie belgische Nationalheldin.                                                                |      |
| Golda Meir                                        | Golda Meir                  | 1898         | Israel                                     | Politikerin. Sie war von 1956 bis 1965 Außenministerin Israels und vom 17. März 1969 bis 3. Juni 1974 Ministerpräsidentin Israels. |      |
| Hannah Szenes                                     | Hannah Senesh               | 1921         | Ungarn                                     | Widerstandskämpferin, die mit anderen jüdischen Frauen und Männern mit ihrem Fallschirm hinter der deutschen Front absprang, um zu versuchen, Juden zu retten.                                                                        |      |
| Helen Keller                                      | Helen Keller                | 1880         | Vereinigte Staaten                         | Taubblinde amerikanische Schriftstellerin. |      |
| Henrietta Szold                                   | Henrietta Szold             | 1860         | Vereinigte Staaten                         | Aktivistin des frühen Zionismus. Sie war Erzieherin, Autorin, Sozialarbeiterin und 1912 Gründerin der amerikanischen zionistischen Frauenorganisation Hadassah.                                                                       |      |
| Inessa Armand                                     | Inessa Armand               | 1874         | Frankreich, Sowjetunion                    | Russische Revolutionärin französischer Herkunft. |      |
| Jane Addams                                       | Jane Addams                 | 1860         | Vereinigte Staaten                         | Feministin, Soziologin und engagierte Journalistin der Friedensbewegung. 1931 erhielt sie zusammen mit Nicholas Murray Butler den Friedensnobelpreis.                                                                                 |      |
| Jeannette Rankin                                  | Jeannette Rankin            | 1880         | Vereinigte Staaten                         | Politikerin, Frauenrechtlerin und Friedensaktivistin. Sie war die erste Frau, die in den Kongress der Vereinigten Staaten und dort ins US-Repräsentantenhaus gewählt wurde.                                                           |      |
| Jekaterina Konstantinowna Breschko-Breschkowskaja | Yekaterina Breshkovskaya    | 1844         | Russisches Kaiserreich                     | Russische sozialistische Revolutionärin. |      |
| Katti Anker Møller                                | Katti Moeler                | 1868         | Norwegen                                   | Frauenrechtlerin, setzte sich für die Rechte von unverheirateten Müttern und unehelichen Kindern ein. |      |
| Louise Michel                                     | Louise Michel               | 1830         | Frankreich                                 | Autorin und Anarchistin. |      |
| Margaret Mead                                     | Margaret Mead               | 1901         | Vereinigte Staaten                         | Ethnologin (cultural anthropologist). Sie gilt als eine der entschiedensten Vertreterinnen des Kulturrelativismus im 20. Jahrhundert.                                                                                                 |      |
| Maria Montessori                                  | Maria Montessori            | 1870         | Italien                                    | Ärztin, Reformpädagogin, Philosophin und Philanthropin, entwickelte die Montessoripädagogik. |      |
| Marie Stopes                                      | Marie Stopes                | 1880         | Schottland                                 | Botanikerin, Paläobotanikerin und Autorin, Frauenrechtsaktivistin („Suffragette“) und Pionierin im Bereich der Familienplanung. |      |
| Mary Harris Jones                                 | Mary "Mother" Jones         | um 1835      | Vereinigte Staaten                         | Führerin der Arbeiter- und Gewerkschaftsbewegung. |      |
| Nadeschda Konstantinowna Krupskaja                | Nadezhda Krupskaya          | 1869         | Russisches Kaiserreich                     | Politikerin, Revolutionärin, Pädagogin sowie Ehefrau Lenins. |      |
| Rachel Carson                                     | Rachel Carson               | 1907         | Vereinigte Staaten                         | Zoologin, Biologin, Wissenschaftsjournalistin und Sachbuchautorin, deren Hauptwerk Silent Spring (Der stumme Frühling) aus dem Jahr 1962 häufig als Ausgangspunkt der US-amerikanischen Umweltbewegung bezeichnet wird.               |      |
| Rachel Katznelson-Shazar                          | Rachel Katznelson           | 1885         | Israel                                     | Aktive Persönlichkeit in der zionistischen Bewegung. Ihr Ehemann war Zalman Shazar, der dritte Präsident des Staates Israel. |      |
| Rosa Luxemburg                                    | Rosa Luxemburg              | 1871         | Königreich Polen, Deutsches Kaiserreich    | Promovierte einflussreiche Vertreterin der europäischen Arbeiterbewegung, des Marxismus, Antimilitarismus und „proletarischen Internationalismus“.                                                                                    |      |
| Ruth Benedict                                     | Ruth Benedict               | 1887         | Vereinigte Staaten                         | Begründerin einer kulturvergleichenden Anthropologie. |      |
| Sofja Lwowna Perowskaja                           | Sophia Perovskaya           | 1853         | Russisches Kaiserreich                     | Revolutionärin. Als Mitglied der Narodnaja Wolja war sie im März 1881 an dem erfolgreichen Attentat auf Zar Alexander II. beteiligt. Sie wurde kurz darauf verhaftet und hingerichtet.                                                |      |
| Sylvia Ashton-Warner                              | Sylvia Ashton-Warner        | 1908         | Neuseeland                                 | Schriftstellerin, Romancier, Pädagogin, Theoretikerin und Malerin. |      |
| Wera Iwanowna Sassulitsch                         | Vera Zasulich               | 1849         | Russland                                   | Narodniza, später marxistische Autorin und Revolutionärin. |      |
| Wera Nikolajewna Figner                           | Vera Figner                 | 1852         | Russland                                   | Revolutionärin und Volkstümlerin. |      |

Einzelnachweise
1. ↑  Brooklyn Museum: Margaret Sanger. In: brooklynmuseum.org. Abgerufen am 2. November 2019.